# Giuseppe Terragni
Giuseppe Terragni (Meda, 1904 - Como, 19 de julio de 1943) fue un arquitecto italiano que trabajó primordialmente bajo el régimen fascista de Mussolini, fue un pionero en el movimiento italiano bajo el nombre del racionalismo. Uno de sus trabajos más famosos es la Casa del Fascio, la cual fue comenzada en 1932 y completada en 1936. La casa fue construida originalmente bajo el Estilo Internacional de arquitectura en Como, una ciudad en el norte de Italia.

## Biografía

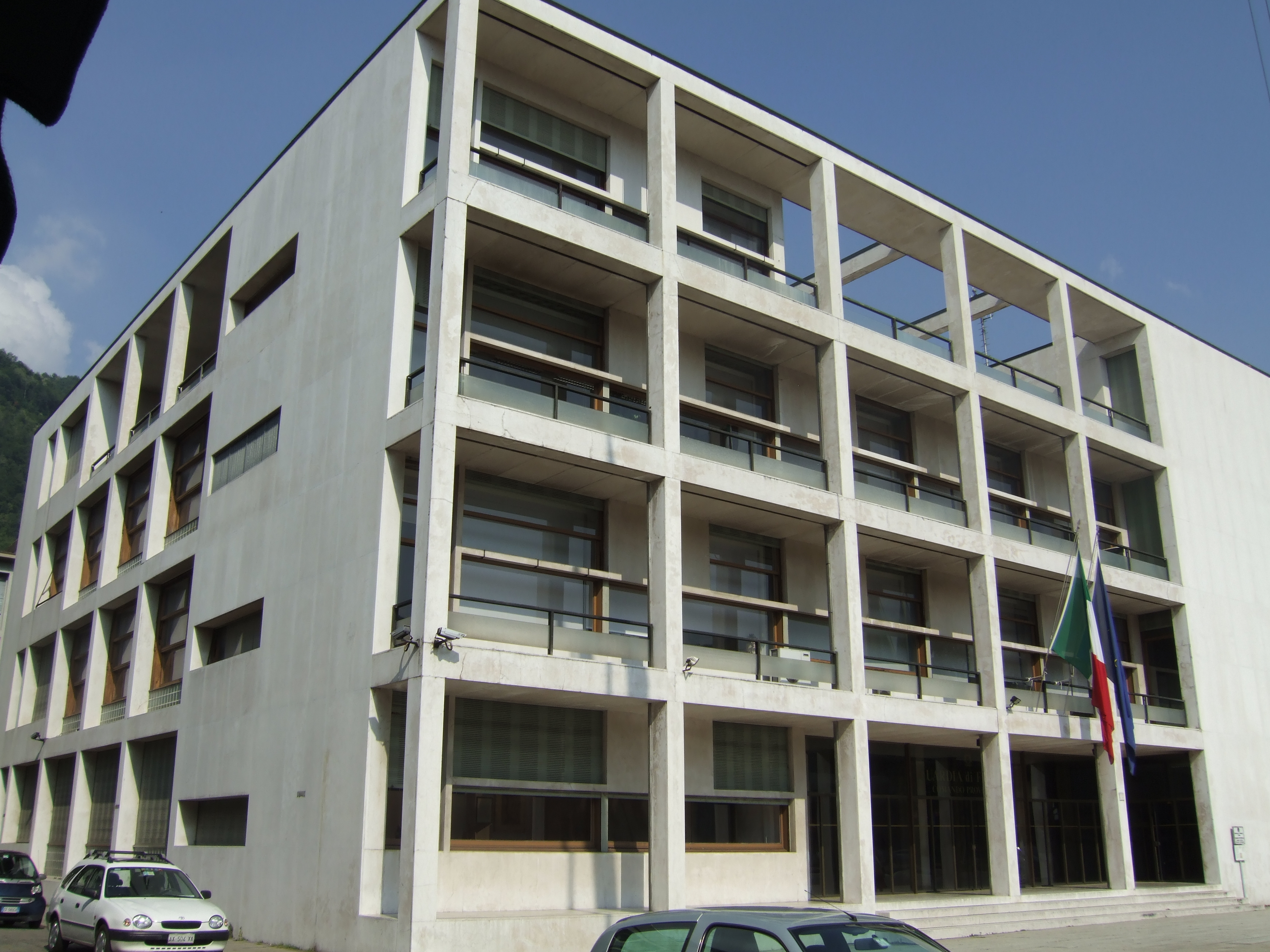
Casa del Fascio, en Como.

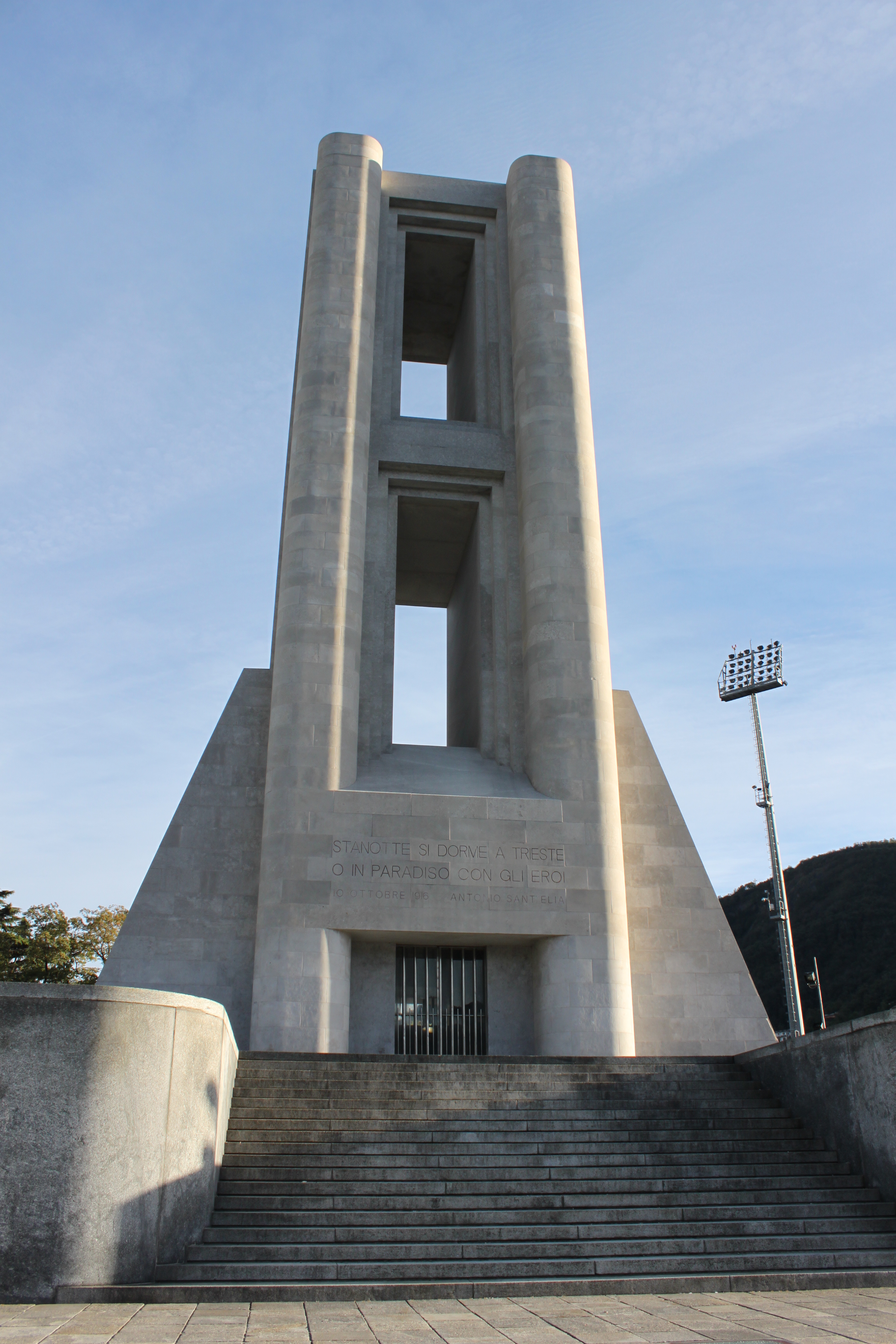
Monumento a los Caídos, en Como.

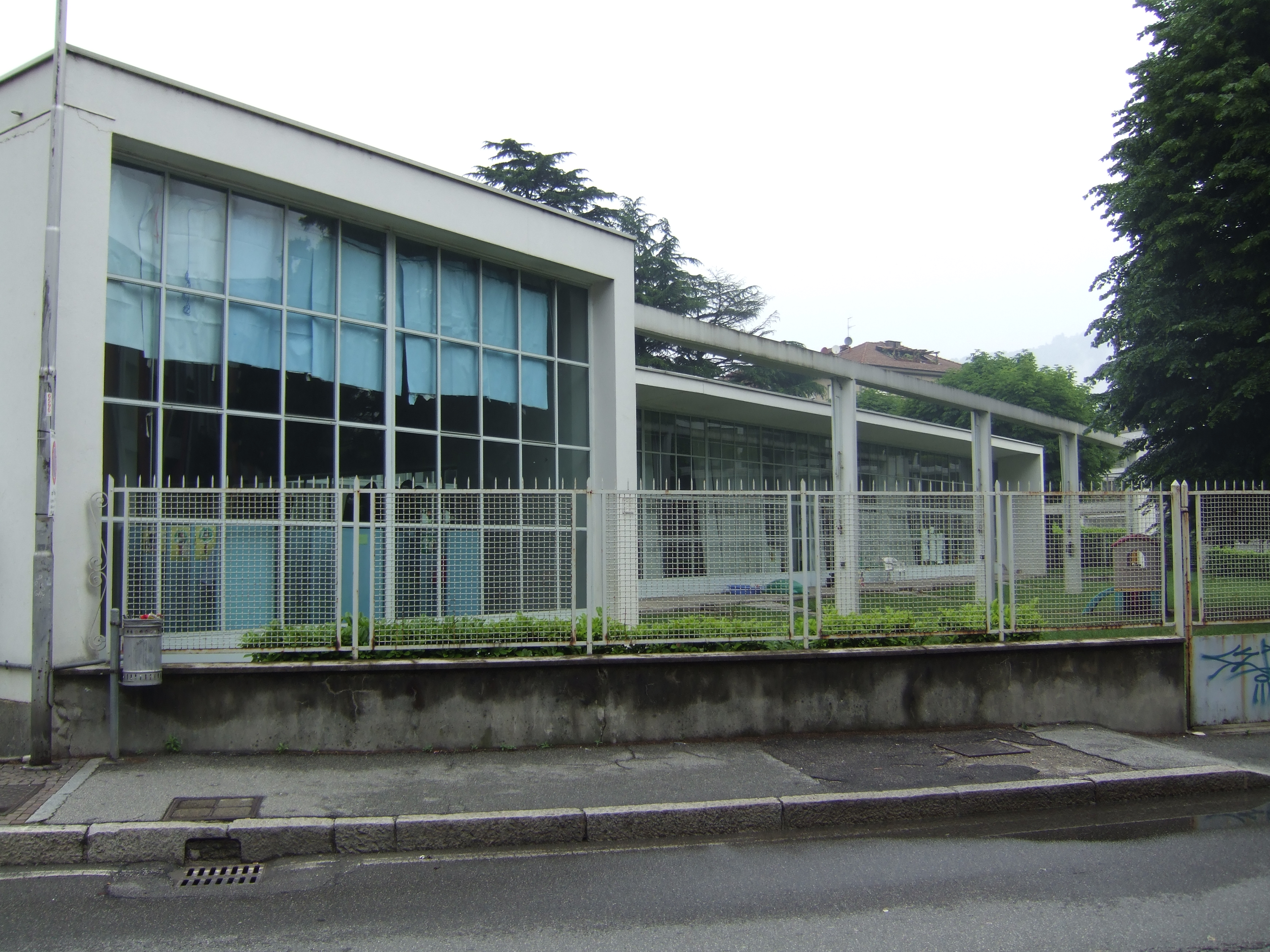
Asilo Sant'Elia, en Como

Giuseppe estudió en el Colegio Técnico de Como y luego terminó arquitectura en el Politécnico de Milán. En 1927, él y su hermano Attilio abrieron una oficina en Como que estuvo abierta hasta la muerte de Giuseppe durante la Segunda Guerra Mundial.
Siendo un pionero en la arquitectura moderna en Italia, Terragni creó algunos de los edificios más importantes. Miembro fundador del fascista Gruppo 7 y líder del racionalismo Italiano, Terragni luchó para posicionar la arquitectura lejos del revivalismo neoclásico y neobarroco. En 1926, él y otros miembros del Gruppo 7 firmaron un manifiesto que los hizo líderes en su lucha contra el revivalismo.
En una carrera que solo duró 13 años, Terragni creó un pequeño pero importante grupo de proyectos; casi todos se encuentran en Como, el cual fue entonces el centro de la arquitectura italiana moderna. Estos trabajos formaron el núcleo del lenguaje del racionalismo italiano o arquitectura moderna. En sus últimos proyectos, Terragni alcanzó un marcado carácter mediterráneo a través de la fusión entre la teoría moderna y la tradición.

## Aportaciones
- Muro laminar: Concepto en que el muro es tratado como una lámina, una piel que se despliega del volumen original.
- Vaciado: Terragni solía vaciar ciertas partes del volumen total, sin perder la referencia del objeto original.

## Obras representativas
- Casa del Fascio[1] (Como, Italia) (1932-1936): Su obra maestra. De esta obra se desprende su inquietud creativa en el ámbito de sus "Ideales Racionalistas". Es un prisma perfecto, planta cuadrada con lado de 33,20 m y altura 16,60 m, que corresponde exactamente a la mitad. Las fachadas no son libres con respecto al armazón estructural, al contrario, se involucran para extraer una profundidad inherente al concepto.
- Casa Bianca (Seveso, Milán, Italia) (1936-1937): Se abandona el objetivo de incorporar la fachada, y se concentra sobre todo en el espacio interior.
- Monumento funerario a Roberto Sarfatti (hijo de Margherita Sarfatti) en la región de las Siete Comunas.
- Edificio para Educación Básica, Sant'Elia (Como, Italia) (1936-1937): Destacan los ambientes destinados para actividades colectivas. Se caracteriza por el amplio uso de espacios al aire libre.